# Czarnowo (wieś w powiecie nowodworskim)
Czarnowo – wieś sołecka w Polsce położona w województwie mazowieckim, w powiecie nowodworskim, w gminie Pomiechówek. Leży nad Narwią.
W latach 1975–1998 miejscowość należała administracyjnie do województwa warszawskiego.